# Theodore J. Lowi

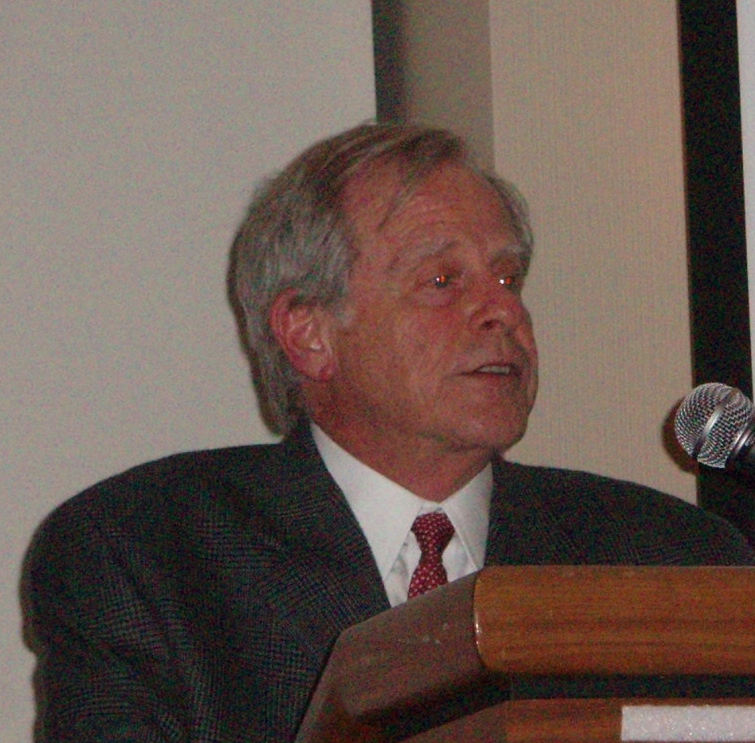
Theodore J. Lowi (2009)

Theodore Jay Lowi (* 9. Juli 1931 in Gadsden, Alabama; † 17. Februar 2017 in Ithaca, New York) war ein US-amerikanischer Politikwissenschaftler und Professor an der Cornell University. Er amtierte 1990/91 als Präsident der American Political Science Association (APSA) und von 1997 bis 2000 als Präsident der International Political Science Association (IPSA).
Lowi machte 1954 den Bachelor-Abschluss an der Michigan State University; das Master-Examen machte er 1955 an der Yale University, wo er 1961 zum Ph.D. promoviert wurde. Schon 1959 war er Mitarbeiter der Cornell University, wechselte aber 1965 an die University of Chicago. 1972 kehrte er als John L. Senior Professor of American Institutions an die Cornell-University zurück; ab 2015 war er dort Emeritus.
Fachwissenschaftlich werden insbesondere seine Überlegungen zur Politik-Dimension der Policy rezipiert.
1977 wurde Lowi in die American Academy of Arts and Sciences gewählt. Die IPSA und die American Political Science Association verleihen Lowi zu Ehren den Theodore J. Lowi First Book Award.

## Schriften (Auswahl)
- Mit Margaret Weir und Caroline J. Tolbert: We the people. An introduction to American politics. 11. Auflage, W.W. Norton & Company, New York 2017, ISBN 978-0-393-28363-1.
- American government. Power & purpose. 12. Auflage, W.W. Norton & Company, New York 2012, ISBN 978-0-393-91207-4.
- The end of liberalism. The second republic of the United States. 2. Auflage (Jubiläumsauflage nach 40 Jahren),  W.W. Norton & Co., New York 2010, ISBN 978-0-393-93432-8.
- Mit Benjamin Ginsberg: American government. Freedom and power. 5. Auflage, W. W. Norton, New York 1998, ISBN 0-393-97183-X.
- Mit Joseph Romance: A republic of parties? Debating the two-party system. Rowman & Littlefield Publishers, Lanham, MD 1998, ISBN 0-8476-8608-6.
- The end of the republican era. University of Oklahoma Press, Norman, Okla. 1995, ISBN 0-8061-2701-5.
- Mit Benjamin Ginsberg: Embattled democracy. Norton, New York 1995, ISBN 0-393-96197-4.
- The personal president. Power invested, promise unfulfilled. Cornell University Press, Ithaca, NY 1985, ISBN 0-8014-1798-8.
- The politics of disorder. Basic Books, New York 1971.
- At the pleasure of the mayor. Patronage and power in New York City, 1898–1958. Collier-Macmillan, London 1964.